# Ronny Kujat
Ronny Kujat (* 5. August 1974 in Torgau) ist ein ehemaliger deutscher Fußballspieler.

## Karriere
Kujat spielte in seiner Jugend bei der BSG Chemie Torgau und dem 1. FC Lokomotive Leipzig und dessen Nachfolger VfB Leipzig. Am Ende seiner ersten Saison als Profi 1993/1994 stieg er ohne einen Einsatz in der ersten Mannschaft mit dem VfB Leipzig in die 2. Bundesliga ab, etablierte sich jedoch in den folgenden vier Jahren in der Zweitklassigkeit bei den Messestädtern zum wichtigen Kadermitglied. 1998 wechselte er zum Chemnitzer FC, dem er mit seinem Tor im Relegationsspiel gegen den VfL Osnabrück 1999 den Aufstieg in die 2. Bundesliga sicherte und im Sommer 2001 verließ. Nach einem halben Jahr beim FC Rot-Weiß Erfurt wechselte er zum Jahreswechsel 2001/02 zum FC Sachsen Leipzig. 2005 wurde ihm vorgeworfen, in den Manipulationsskandal um den Schiedsrichter Robert Hoyzer verstrickt zu sein.
Kujat wurde daraufhin entlassen. Jedoch konnte der Verdacht auf ein Mitwirken an den Manipulationen nicht bestätigt werden und die Entlassung war somit unbegründet. Der Verein schloss daraufhin einen Vergleich mit Kujat. Nach seiner Entlassung beim FC Sachsen spielte er für den SSV Markranstädt. In der Saison 2009/2010 spielte er bei RB Leipzig, der das Oberliga-Startrecht des SSV Markranstädt übernahm. Nach der Saison beendete er seine Karriere als Spieler. Kujat ist seitdem in der Jugendabteilung von RB Leipzig tätig.

## Erfolge
- Aufstieg in die 2. Bundesliga 1999 mit dem Chemnitzer FC
- Torschützenkönig der Oberliga Nordost 2002/03 mit 28 Treffern
- Aufstieg in die Regionalliga 2003 mit dem FC Sachsen Leipzig und 2010 mit RB Leipzig